# Ludovic Zamenhof
Ludovic Lazar Zamenhof (Ludovic Lazarus, Ludwik Lejzer, Ludwik Łazarz) (n. 15 decembrie 1859, Białystok  – d. 14 aprilie 1917, Varșovia) a fost un oftalmolog și filolog polonez de origine evreiască născut în Rusia țaristă, cunoscut ca inventator al limbii esperanto, cea mai răspândită limbă artificială din lume.

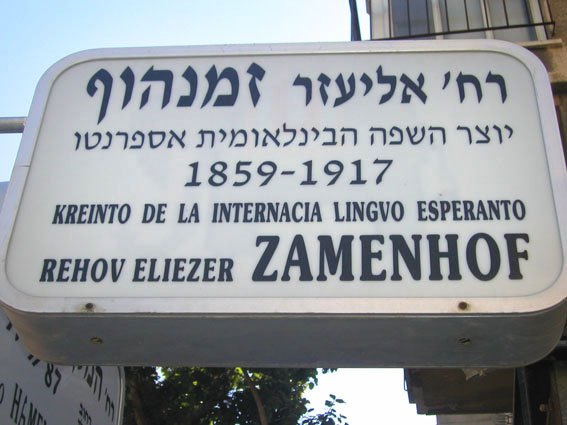
Strada Eliezer Zamenhof la Tel Aviv